# Cheiraster hirsutus
Cheiraster hirsutus is een zeester uit de familie Benthopectinidae.
De wetenschappelijke naam van de soort werd in 1884 gepubliceerd door Théophile Rudolphe Studer.